# Tour Bismarck (Wuppertal)
Pour les articles homonymes, voir Tour Bismarck (homonymie).

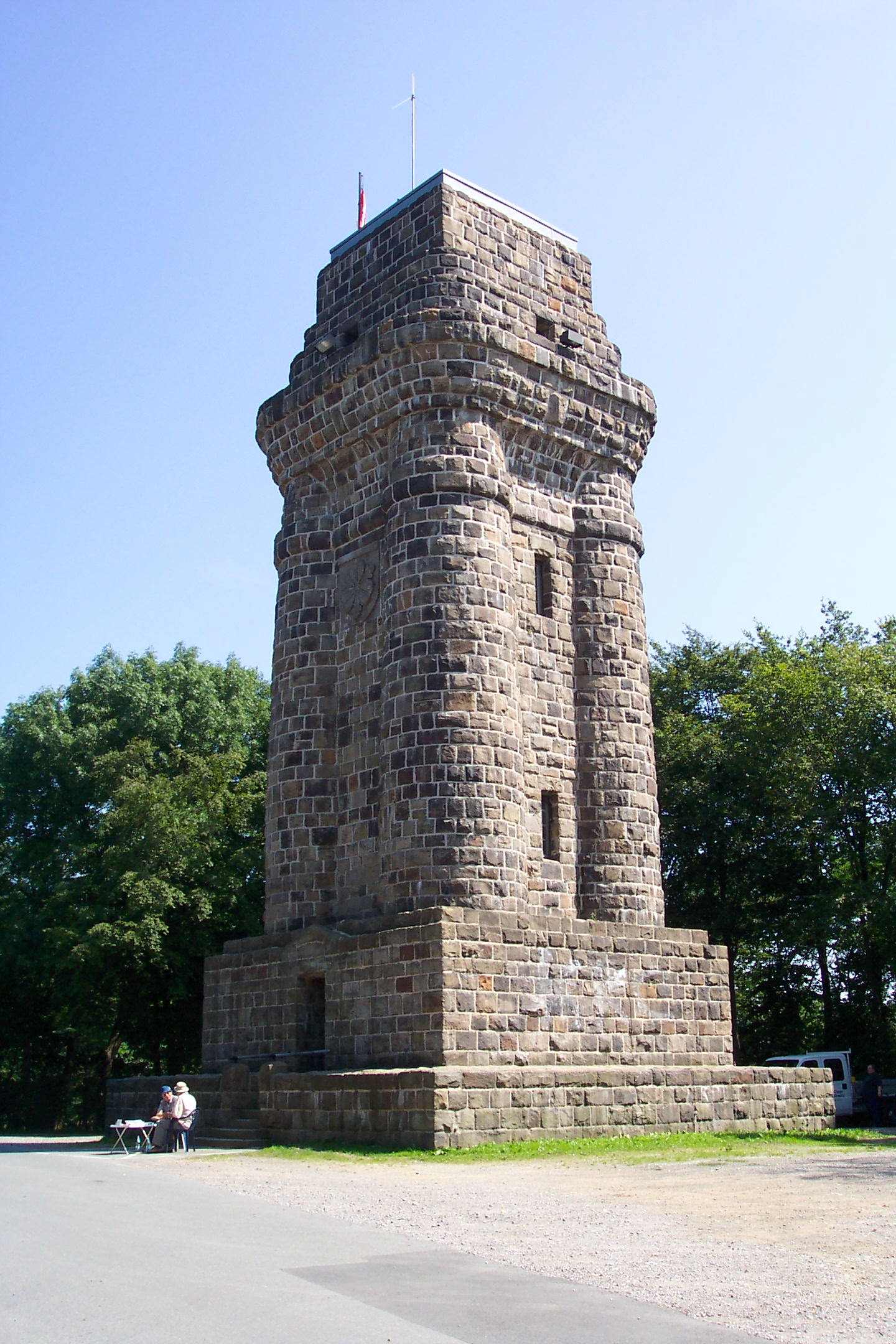
Tour Bismarck

La Tour Bismarck à Wuppertal est située entre les quartiers d'Elberfeld et de Barmen.
Haute de 22 mètres, la tour a été construite en 1907 en l'honneur du Chancelier impérial Otto von Bismarck. Sa construction a été financée principalement par des dons. C'est une des 47 tours Bismarck du modèle « crépuscule des dieux », qui ont été construites à partir de 1899 sur un projet de l'architecte Wilhelm Kreis à l'initiative de la fraternité des étudiants allemands. Elle a été inaugurée le 19 octobre 1907.